# Eugene Nida
Eugene Albert Nida (Oklahoma City, 11 novembre 1914 – Madrid, 25 agosto 2011) è stato un linguista e traduttore statunitense che sviluppò la teoria delle equivalenze dinamiche nella traduzione della Bibbia. È considerato uno dei fondatori della moderna scienza della traduzione.

## Biografia

### Istruzione
Eugene Nida nacque l'11 novembre del 1914 a Oklahoma City, dove il padre lavorava come chiropratico. All'età di cinque anni si trasferì a Long Beach in California, insieme alla sua famiglia. Cominciò a studiare la lingua latina alle scuole superiori e subito mostrò un forte interesse nell'ambito della traduzione della Sacra Scrittura considerandosi quasi un missionario. 
Nel 1936 dopo aver frequentato un corso universitario di primo livello in greco antico, ottenne una laurea summa cum laude presso l'Università della California a Los Angeles. L'estate seguente all'ottenimento del titolo universitario, frequentò il SIL International (Summer Institute of Linguistics, Istituto estivo di linguistica), un'organizzazione non governativa, di confessione cristiana con cui collaborerà attivamente fino al 1953. L'obiettivo principale di questo istituto è di studiare le lingue minoritarie e di tradurre la Bibbia in queste lingue per poter diffondere il più largamente possibile il messaggio evangelico. 
Nel 1937 proseguì i suoi studi presso l'Università della California del Sud, dove ottenne nel 1939 la laurea specialistica nello studio del Nuovo Testamento in greco antico e completò in maniera definitiva il suo percorso di studi nel 1943 con un dottorato in linguistica presso l'Università del Michigan per cui scrisse una tesi finale intitolata A synopsis of English syntax. Nello stesso anno fu ordinato come membro della Chiesa Battista e sposò Althea Sprague Nida, che morirà nel 1993. Nel 1997 si risposò con Elena Fernández-Miranda, traduttrice ed interprete.
Durante la sua vita viaggiò in più di 30 paesi e venne a contatto con più di 80 lingue diverse.
Morì a Madrid nell'Agosto del 2011 all'età di 96 anni.

### Carriera
Nel 1943, anno molto importante per Nida, venne assunto all'American Bible Society (acronimo in ABS) un'organizzazione fondata nel 1816 a New York il cui obiettivo è quello di pubblicare, distribuire e tradurre la Bibbia. Qui fece carriera molto in fretta, ottenendo soltanto tre anni dopo, la carica di segretario esecutivo alle traduzioni, posto che manterrà fino al pensionamento nel 1980.
Oltre alla collaborazione con ABS, nel 1949 fondò una rivista chiamata The Bible Translator, per cui scrisse articoli sulla teoria e la pratica nella traduzione della Sacra Scrittura.
Negli anni 60, pubblicò alcune delle sue opere più famose tra cui Toward a Science of Translating (1964), testo in cui presentò la sua teoria sulle equivalenze dinamiche che verranno poi in seguito perfezionate in The Theory and Practice of Translation (1969), scritto in collaborazione con C.R.Taber. 
Le sue teorie cominciarono ad ottenere grande credibilità attorno al 1966 con la pubblicazione da parte dell'ABS della traduzione in inglese del Nuovo Testamento intitolata Good News for Modern Man: The New Testament in Today's English Version portata a termine da Robert Bratcher seguendo le teorie di Nida sulle equivalenze dinamiche.

## Teorie

### Teoria dell'equivalenza dinamica
Il maggior contributo apportato da Eugene Nida alla moderna Scienza della traduzione e allo studio sulle Teorie della Traduzione è conosciuto col nome di equivalenza dinamica (o funzionale). Questa teoria ideata per essere messa in pratica nella traduzione della Bibbia, ovviamente in un futuro verrà applicata anche a quella di altri tipi di testi.
Si può dire che Nida presentò per la prima volta le sue idee nel testo Toward a Science of Translating (1964) per poi perfezionarle nella successiva opera scritta con la collaborazione di C.R.Taber, The Theory and Practice of Translation (1969). 
L'ideazione di questa teoria nacque come reazione alle traduzioni filologiche della Sacra Scrittura presenti nel panorama letterario del tempo. Egli le considerava troppo vicine al linguaggio originale e quindi poco utili ai suoi scopi di evangelizzazione perché non comune al ricevente. Ciò che interessava a Nida, infatti, non era rendere accuratamente le parole e le strutture grammaticali del testo fonte ma era riuscire a veicolare il messaggio tramite espressioni che fossero funzionali al ricevente della traduzione, chiamato anche lettore target. In altre parole, lo scopo della traduzione doveva essere quello di produrre nel lettore target lo stesso effetto che il testo fonte aveva sul lettore della lingua di origine.
Nel caso dell'equivalenza dinamica quindi, la traduzione non è orientata a mantenere l'accuratezza grammaticale dell'originale, ma è animata dal desiderio di trasportare il messaggio adeguandolo alle aspettative e ai bisogni del lettore target, che leggendo il testo tradotto lo troverà affine alla sua cultura e perciò naturale.

### Teoria dell'equivalenza formale
Effetto opposto viene prodotto dalla scelta di tradurre un testo seguendo quelle che vengono chiamate le equivalenze formali. Queste ultime non sono orientate a veicolare il messaggio in modo che risulti naturale al ricevente della traduzione, ma sono dirette a produrre una traduzione che sia il più possibile fedele alle strutture grammaticali e ai dettagli lessicali del testo originale. L'equivalenza formale per tanto si avvicina al linguaggio e ai riferimenti culturali del testo fonte a discapito del lettore target.
L'equivalenza formale quindi apparteneva ad una moda di tradurre che non rispondeva a quelli che secondo Nida erano i quattro fondamentali requisiti della traduzione: (1) rispettare il senso, (2) trasmettere lo spirito, (3) utilizzare una forma di espressione semplice e naturale, (4) produrre una risposta simile a quella del lettore del testo di origine.
È necessario comunque sottolineare il fatto che seppur Nida abbia ideato la teoria delle equivalenze dinamiche e quindi fosse naturalmente incline a scegliere questo tipo di metodo di traduzione, egli abbia comunque affermato che è necessario adeguare la scelta al testo fonte cercando quindi di trovare l'equivalenza giusta al tipo di testo che deve essere tradotto.